# Blepharis pruinosa
Blepharis pruinosa là một loài thực vật có hoa trong họ Ô rô. Loài này được Engl. mô tả khoa học đầu tiên năm 1889.